# Audi A3 8L
8L var chassiskoden for Audi A3 fra september 1996 til juni 2003. Modellen var Audis første lille mellemklassebil, som var bygget på platformen og med en stor del af motorprogrammet fra Volkswagen Golf IV. Hvor produktionen i Tyskland sluttede i 2003, fortsatte den i Brasilien frem til 2006.

## Karrosserivarianter
Modellen fandtes i begyndelsen kun som tredørs. Med tilbageblik på introduktionen af Volkswagen Golf IV i efteråret 1997 blev den femdørs model først introduceret i starten af 1999.
I modsætning til efterfølgeren adskiller tre- og femdørsmodellerne af 8L sig kun uvæsentligt − den eneste synlige forskel var femdørsmodellens smallere C-søjle, som skaffede plads til en tredje siderude. Med den samme længde virker femdørsmodellen mere udstrakt.

### Facelift
I januar 1998 blev det elektriske system tilpasset den kort tid forinden introducerede Volkswagen Golf IV.
I september 2000 gennemgik A3 til modelåret 2001 forskellige optiske og tekniske ændringer. Blandt andet blev forlygterne, det indvendige udstyr og baglygterne modificeret, så bilen optisk var rettet mod den to måneder senere introducerede A4 (B6). Med de bag klart glas monterede dobbelte forlygter skulle den faceliftede model virke mere "aggressiv", "voksen" og kvalitivt mere værd end forgængeren.
- Audi A3 femdørs (2000–2003)
- Bagfra
- Audi A3 tredørs (2000−2003)

Følgende blev ændret ved faceliftet af A3:
| Nye projektionsforlygter med klart glas, som ekstraudstyr med xenonlys                | Ændret kølergitter med bredere kromramme                                                                     |
| Pollenfilter                                                                          | Ny frontspoiler (med tågeforlygter som ekstraudstyr, disse havde hidtil været integreret i hovedforlygterne) |
| Femtrins automatisk gearkasse Tiptronic som ekstraudstyr                              | Nye udvendige farver                                                                                         |
| Dørbeklædning og instrumentbræt med nyt design                                        | Nyt spejldesign (lige store i venstre og højre side)                                                         |
| Skrifttræk                                                                            | Forbedret rilledesign                                                                                        |
| Sæder og indtræk og -farver                                                           | Fireledet antenne                                                                                            |
| Bagklapdæmper                                                                         | Sædelængdejusteringshåndtag                                                                                  |
| Hjulprogram                                                                           | Blød gribeliste med soft-touch-åbner på bagagerum                                                            |
| Bagklap med totrins gasfjedre                                                         | Sideblinklys lange og hvide                                                                                  |
| Undervognsafstemning                                                                  | Modificerede dørhåndtag (allerede fra 1999)                                                                  |
| Baglygter i nyt design                                                                | Ny håndbremse og gearknop                                                                                    |
| Klimabetjeningspanel                                                                  | Træindlæg på instrumentbrættet som ekstraudstyr                                                              |
| Crashoptimeret pedalværk                                                              | Ny stabilisator på hjulophænget                                                                              |
| Hovedairbagsystem sideguard som ekstraudstyr (også i de sidste modeller før facelift) | Ratstamme med forbedret svingningskomfort                                                                    |
| Rat/multifunktionsrat                                                                 | Startspærre af den nye generation                                                                            |
| Midterkonsol, askebæger og kopholder                                                  | Navigation Plus og radio Symphony som ekstraudstyr                                                           |
| Belyste ventilationsdyser                                                             | ESP/ABS modificeret                                                                                          |
| S3: Spejlhuse af aluminium standard                                                   | |

## Drivlinie
Audi A3 havde forhjulstræk som standardudstyr. Det permanente firehjulstræk Quattro (i A3 med haldexkobling) fandtes som ekstraudstyr til visse motorer, og var standard på den sportslige S3.

## Motorer
Motorprogrammet gik ved benzinmotorerne fra 1,6-litersmotoren med 74 kW (100 hk) til topmodellen S3 med 1,8-liters turbomotor, som i starten havde 154 kW (210 hk), ved dieselmotorerne på 1,9 liter fra 66 kW (90 hk) til 96 kW (130 hk).
I et stykke tid efter faceliftet i sensommeren 2000 blev motorerne fra de første modeller fortsat benyttet. Dermed blev 1,9-liters dieselmotoren med 66 kW (90 hk) først afløst nogle måneder efter faceliftet.

### Tekniske data

#### Benzinmotorer
|                                                | 1.6                             | 1.6                             | 1.8                  | 1.8                  | 1.8 T                                       | 1.8 T                                       | S3                        | S3                        |
| Byggeperiode                                   | 9/1996−8/2000                   | 9/2000−6/2003                   | 9/1996−8/2000        | 9/2000−6/2003        | 9/1996−6/2003                               | 11/1998−6/2003                              | 1/1999−9/2001             | 9/2001−6/2003             |
| Motordata                                      |                                 |                                 |                      |                      |                                             |                                             |                           |                           |
| Motorkendebogstaver                            | AEH, AKL, APF                   | AVU, BFQ                        | AGN                  | APG                  | AGU, ARZ, ARX, AUM                          | AJQ, APP, ARY, AUQ                          | APY, AMK, AUL             | BAM                       |
| Motortype                                      | R4-benzinmotor                  | R4-benzinmotor                  | R4-benzinmotor       | R4-benzinmotor       | R4-benzinmotor                              | R4-benzinmotor                              | R4-benzinmotor            | R4-benzinmotor            |
| Antal ventiler pr. cylinder                    | 2                               | 2                               | 5                    | 5                    | 5                                           | 5                                           | 5                         | 5                         |
| Ventilstyring                                  | OHC, tandrem                    | OHC, tandrem                    | DOHC, tandrem        | DOHC, tandrem        | DOHC, tandrem                               | DOHC, tandrem                               | DOHC, tandrem             | DOHC, tandrem             |
| Fødesystem                                     | Multipoint                      | Multipoint                      | Multipoint           | Multipoint           | Multipoint                                  | Multipoint                                  | Multipoint                | Multipoint                |
| Trykladning                                    | –                               | –                               | –                    | –                    | Turbolader, ladeluftkøler                   | Turbolader, ladeluftkøler                   | Turbolader, ladeluftkøler | Turbolader, ladeluftkøler |
| Køling                                         | Vandkøling                      | Vandkøling                      | Vandkøling           | Vandkøling           | Vandkøling                                  | Vandkøling                                  | Vandkøling                | Vandkøling                |
| Boring × slaglængde                            | 81,0 × 77,4 mm                  | 81,0 × 77,4 mm                  | 81,0 × 86,4 mm       | 81,0 × 86,4 mm       | 81,0 × 86,4 mm                              | 81,0 × 86,4 mm                              | 81,0 × 86,4 mm            | 81,0 × 86,4 mm            |
| Slagvolume                                     | 1595 cm³                        | 1595 cm³                        | 1781 cm³             | 1781 cm³             | 1781 cm³                                    | 1781 cm³                                    | 1781 cm³                  | 1781 cm³                  |
| Kompressionsforhold                            | 10,3:1                          | 10,3:1                          | 10,3:1               | 10,3:1               | 9,5:1                                       | 9,5:1                                       | 9,5:1                     | 9,0:1                     |
| Maks. effekt ved omdr./min.                    | 74 kW (100 hk) 5600             | 75 kW (102 hk) 5600             | 92 kW (125 hk) 6000  | 92 kW (125 hk) 6000  | 110 kW (150 hk) 5700                        | 132 kW (180 hk) 6000                        | 154 kW (210 hk) 5800      | 165 kW (225 hk) 5900      |
| Maks. drejningsmoment ved omdr./min.           | 145 Nm 3800                     | 148 Nm 3800                     | 173 Nm 4100          | 170 Nm 3500−4400     | 210 Nm 1750−4600                            | 235 Nm 2000−4600                            | 270 Nm 2100−5000          | 280 Nm 2200−5500          |
| Kraftoverførsel                                |                                 |                                 |                      |                      |                                             |                                             |                           |                           |
| Drivende hjul (standardudstyr)                 | Forhjul                         | Forhjul                         | Forhjul              | Forhjul              | Forhjul                                     | Forhjul                                     | Alle                      | Alle                      |
| Drivende hjul (ekstraudstyr)                   | –                               | –                               | –                    | –                    | Alle                                        | Alle                                        | –                         | –                         |
| Gearkasse (standardudstyr)                     | 5-trins manuel                  | 5-trins manuel                  | 5-trins manuel       | 5-trins manuel       | 5-trins manuel                              | 5-trins manuel1                             | 6-trins manuel            | 6-trins manuel            |
| Gearkasse (ekstraudstyr)                       | 4-trins automatisk              | 4-trins automatisk              | 4-trins automatisk   | 4-trins automatisk   | 4-trins automatisk2                         | 5-trins Tiptronic                           | –                         | –                         |
| Præstationer3                                  |                                 |                                 |                      |                      |                                             |                                             |                           |                           |
| Topfart                                        | 188 km/t (183 km/t)             | 189 km/t (184 km/t)             | 202 km/t (197 km/t)  | 202 km/t (197 km/t)  | 217 km/t (214 km/t) [215 km/t]              | 228 km/t (223 km/t) [225 km/t]              | [238 km/t]                | [238 km/t]                |
| Acceleration 0-100 km/t                        | 11,0 sek. (12,8 sek.)           | 10,9 sek. (12,7 sek.)           | 9,6 sek. (11,2 sek.) | 9,6 sek. (11,2 sek.) | 8,2 sek. [8,2 sek.]                         | 7,5 sek. (8,3 sek.) [7,5 sek.]              | [6,9 sek.]                | [6,9 sek.]                |
| Brændstofforbrug pr. 100 km ved blandet kørsel | 7,6 liter (8,6 liter) Blyfri 95 | 6,8 liter (7,9 liter) Blyfri 95 | 7,8 liter Blyfri 95  | 7,8 liter Blyfri 95  | 7,8 liter (7,9 liter) [8,7 liter] Blyfri 95 | 7,8 liter (9,0 liter) [9,3 liter] Blyfri 98 | [9,2 liter] Blyfri 98     | [9,3 liter] Blyfri 98     |
| CO2-udslip ved blandet kørsel                  | 182 g/km (206 g/km)             | 163 g/km (190 g/km)             | 187 g/km (209 g/km)  | 187 g/km (209 g/km)  | 187 g/km (216 g/km) [209 g/km]              | 187 g/km (216 g/km) [223 g/km]              | [221 g/km]                | [223 g/km]                |

Samtlige versioner med benzinmotor er E10-kompatible.

#### Dieselmotorer
|                                                | 1.9 TDI                      | 1.9 TDI                      | 1.9 TDI                      | 1.9 TDI1                                 |
| Byggeperiode                                   | 9/1996−5/2001                | 7/1997−5/2001                | 5/2001−6/2003                | 9/2000−6/2003                            |
| Motordata                                      |                              |                              |                              |                                          |
| Motorkendebogstaver                            | AGR, ALH                     | AHF, ASV                     | ATD, AXR                     | ASZ                                      |
| Motortype                                      | R4-dieselmotor               | R4-dieselmotor               | R4-dieselmotor               | R4-dieselmotor                           |
| Antal ventiler pr. cylinder                    | 2                            | 2                            | 2                            | 2                                        |
| Ventilstyring                                  | OHC, tandrem                 | OHC, tandrem                 | OHC, tandrem                 | OHC, tandrem                             |
| Fødesystem                                     | Direkte                      | Direkte                      | Pumpe/dyse                   | Pumpe/dyse                               |
| Trykladning                                    | Turbolader, ladeluftkøler    | Turbolader, ladeluftkøler    | Turbolader, ladeluftkøler    | Turbolader, ladeluftkøler                |
| Køling                                         | Vandkøling                   | Vandkøling                   | Vandkøling                   | Vandkøling                               |
| Boring × slaglængde                            | 79,5 × 95,5 mm               | 79,5 × 95,5 mm               | 79,5 × 95,5 mm               | 79,5 × 95,5 mm                           |
| Slagvolume                                     | 1896 cm³                     | 1896 cm³                     | 1896 cm³                     | 1896 cm³                                 |
| Kompressionsforhold                            | 19,5:1                       | 19,5:1                       | 19,0:1                       | 19,0:1                                   |
| Maks. effekt ved omdr./min.                    | 66 kW (90 hk) 4000           | 81 kW (110 hk) 4150          | 74 kW (100 hk) 4000          | 96 kW (130 hk) 4000                      |
| Maks. drejningsmoment ved omdr./min.           | 210 Nm 1900                  | 235 Nm 1900                  | 240 Nm 1900                  | 310 Nm 1900                              |
| Kraftoverførsel                                |                              |                              |                              |                                          |
| Drivende hjul (standardudstyr)                 | Forhjul                      | Forhjul                      | Forhjul                      | Forhjul                                  |
| Drivende hjul (ekstraudstyr)                   | –                            | –                            | –                            | Alle                                     |
| Gearkasse (standardudstyr)                     | 5-trins manuel               | 5-trins manuel               | 5-trins manuel               | 6-trins manuel                           |
| Gearkasse (ekstraudstyr)                       | 4-trins automatisk           | 4-trins automatisk           | 5-trins Tiptronic            | 5-trins Tiptronic                        |
| Præstationer2                                  |                              |                              |                              |                                          |
| Topfart                                        | 181 km/t (177 km/t)          | 194 km/t (191 km/t)          | 188 km/t (183 km/t)          | 205 km/t (200 km/t) [203 km/t]           |
| Acceleration 0-100 km/t                        | 12,4 sek. (13,7 sek.)        | 10,5 sek. (11,7 sek.)        | 11,0 sek. (11,9 sek.)        | 9,2 sek. (9,8 sek.) [9,1 sek.]           |
| Brændstofforbrug pr. 100 km ved blandet kørsel | 4,9 liter (6,2 liter) Diesel | 4,9 liter (6,2 liter) Diesel | 5,0 liter (6,3 liter) Diesel | 5,1 liter (6,3 liter) [6,0 liter] Diesel |
| CO2-udslip ved blandet kørsel                  | 132 g/km (167 g/km)          | 132 g/km (167 g/km)          | 135 g/km (170 g/km)          | 138 g/km (170 g/km) [162 g/km]           |

## Sikkerhed
Modellen blev i 1998 kollisionstestet af Euro NCAP med et resultat på fire stjerner ud af fem mulige.
Det svenske forsikringsselskab Folksam vurderer flere forskellige bilmodeller ud fra oplysninger fra virkelige ulykker, hvorved risikoen for død eller invaliditet i tilfælde af en ulykke måles. I rapporterne Hur säker är bilen? er/var A3 i årgangene 1997 til 2003 klassificeret som følger:
- 2005: Mindst 15% bedre end middelbilen[5]
- 2007: Som middelbilen[6]
- 2009: Som middelbilen[7]
- 2011: Som middelbilen[8]
- 2013: Mindst 20% dårligere end middelbilen[9]
- 2015: Mindst 20% dårligere end middelbilen[10]

## Udstyrsvarianter
- Attraction (basismodel med 4-eget rat, normale sæder med stof "Fabula" og 15" alufælge i 10-egers design)
- Ambition (sportslig variant med 3-eget sportslæderrat, sænket 16 mm, lædergearknop, sportssæder, letmetalfælge med brede dæk og yderligere, sportslige udstyrsdetaljer)
- Ambiente (komfortabel variant med bl.a. 4-eget læderrat, lædergearknop, alcantaraindtræk, lyspakke, midterarmlæn og 15" alufælge i 11-egers design)
- S line (meget sportslig variant med øget udstyrsniveau, bl.a. 3-eget sportslæderrat, 20 mm sænket undervogn, 17" alufælge i 9-egers S-Line design og mulighed for andre lakeringer)

## Modelvarianter
- Audi S3